# Chayanne es mi nombre
Albums par Chayanne
Sangre latina
Chayanne es mi nombre est le premier album de l'artiste portoricain Chayanne, après la dissolution du groupe Los Chicos. Il est sorti chez RCA Records en 1984.

## Liste des titres
Toutes les chansons ont été composées par Honorio Herrero, sauf indication contraire:
1. "Chayanne es mi nombre" – 2:29
2. "De dos en dos" – 2:51
3. "Chinatown" – 3:02 (Luis Gómez Escolar)
4. "Sexy" – 2:32
5. "Un nuevo juego" – 3:18
6. "Loco Chay" – 3:06
7. "Chicos malos"  – 3:35 (Alburqueque/Morales)
8. "Una marciana en la avenida" – 3:03  (Luis Gómez Escolar)
9. "Dime dónde voy" – 3:23
10. "Estar a tu lado" – 3:41 (Alburqueque/Parra)
11. "¿Y qué culpa tengo yo?" – 3:33 (Herrero/Vaona)